# Miles Teller
Miles Alexander Teller (ur. 20 lutego 1987 w Downingtown w hrabstwie Chester) – amerykański aktor filmowy i telewizyjny.

## Życiorys

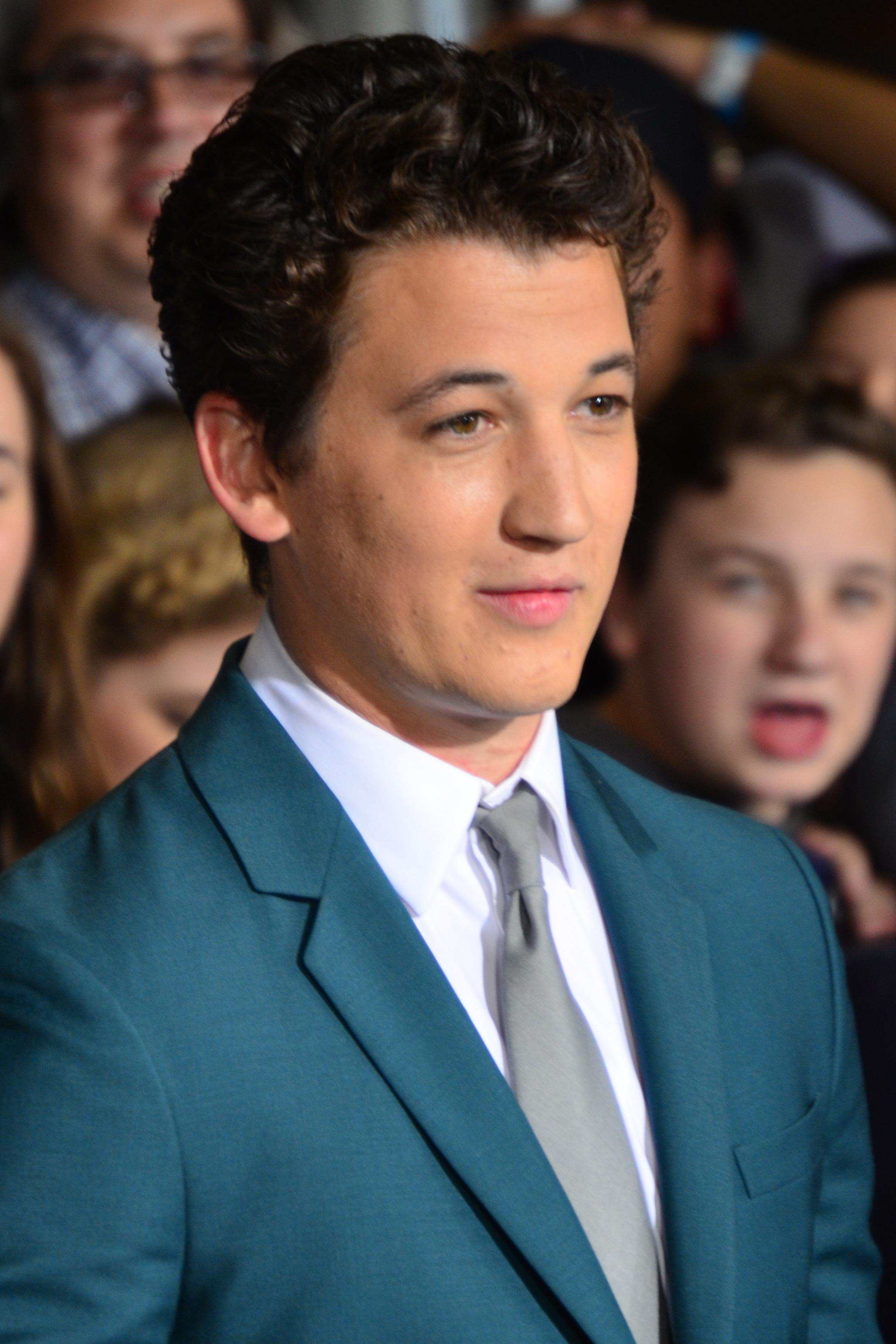
Miles Teller na premierze filmu Niezgodna (2014)

W wieku 15 lat rozpoczął naukę gry na perkusji. W czasie uczęszczania do Lecanto High School grał na saksofonie altowym w zespole jazzowym oraz na perkusji w grupie rockowej. Zanim rozpoczął swoją karierę aktorską, pracował jako kelner w dwóch restauracjach na Florydzie.
W 2009 ukończył szkołę aktorską Lee Strasberg Theatre and Film Institute, uzyskując w ramach współpracy między instytucjami dyplom Tisch School of the Arts na New York University. Początkowo grywał w filmach krótkometrażowych, w produkcji kinowej zadebiutował w 2010 w Między światami, gdzie pojawił się w drugoplanowej roli obok m.in. Nicole Kidman. W 2013 za główną rolę w komedii romantycznej Cudowne tu i teraz otrzymał (wraz z partnerującą mu Shailene Woodley) nagrodę U.S. Dramatic Special Jury Award for Acting na Festiwalu Filmowym w Sundance.
W 2014 zagrał młodego perkusistę Andrew Neimana, głównego bohatera dramatu muzycznego Whiplash. Film otrzymał liczne nominacje i nagrody, m.in. trzy Oscary. Miles Teller został nominowany do nagrody Satelita dla najlepszego aktora w filmie oraz do przyznawanej przez BAFTA nagrody „Rising Star Award”. W 2015 wcielił się w postać Mistera Fantastic w Fantastycznej Czwórce, zagrał też boksera Vinny'ego Paza w filmie Bleed for This.

## Życie prywatne
W 2007 brał udział w wypadku samochodowym; jego prowadzący pojazd kolega utracił panowanie nad pojazdem, co doprowadziło do dachowania. Miles Teller, jadący jako pasażer, wypadł przez szybę pojazdu. Ze względu na obrażenia przeszedł operacje laserowe twarzy, po których pozostały mu widoczne blizny.
Od 2013 w związku z modelką Keleigh Sperry. Para zaręczyła się w 2017, a pobrała się 1 września 2019 na wyspie Maui na Hawajach.

## Filmografia
- 2004: Moonlighters (film krótkometrażowy) jako Miles
- 2007: A Very Specific Recipe (film krótkometrażowy) jako Lee
- 2008: The Musicians (film krótkometrażowy) jako Miguel
- 2010: Między światami jako Jason
- 2010: The Track Meet (film krótkometrażowy) jako Andrew
- 2011: Footloose jako Willard
- 2012: Projekt X jako Miles
- 2013: Cudowne tu i teraz jako Sutter Keely
- 2013: Nieletni/pełnoletni jako Miller
- 2014: Ten niezręczny moment jako Daniel
- 2014: Whiplash jako Andrew Neimann
- 2014: Niezgodna jako Peter
- 2014: Romans na dwie noce jako Alec
- 2014: 9 Kisses (film krótkometrażowy) jako pan młody
- 2015: Zbuntowana jako Peter
- 2015: Fantastyczna Czwórka jako Reed Richards
- 2016: Wierna jako Peter
- 2016: Rekiny wojny jako David Packouz
- 2016: Opłacone krwią jako Vinny
- 2016: Get a Job jako Will Davis
- 2017: Chwała bohaterom jako Adam Schumann
- 2017: Tylko dla odważnych jako Brendan McDonough
- 2022: Top Gun: Maverick jako Bradley 'Rooster' Bradshaw
- 2025: Wąwóz jako Levi Kane

### Seriale
- 2009: Komisariat drugi jako James Boorland
- 2019: Za starzy na śmierć jako Martin Jones
- 2022: The Offer jako Albert S. Ruddy